# Lista disnejowskich komiksów Dona Rosy
Don Rosa – amerykański rysownik pochodzenia włoskiego, zajmujący się głównie komiksami związanymi ze światem Kaczora Donalda.
Jest to kompletna lista disnejowskich komiksów Dona Rosy.
| #  | Data    | Tytuł polski                                                           | Tytuł oryginalny                                                               | Strony  | Główny bohater                 | Rysunki                     | Scenariusz           | Kod          | Fabuła |
| -- | ------- | ---------------------------------------------------------------------- | ------------------------------------------------------------------------------ | ------- | ------------------------------ | --------------------------- | -------------------- | ------------ | --- |
| 1  | 1987-07 | Syn słońca                                                             | The Sun of the Son                                                             | 26      | Sknerus McKwacz                | Don Rosa                    | Don Rosa             | AR 102       | Sknerus zakłada się z Granitem Forsantem o to, kto z nich znajdzie większy skarb Inków. Wkrótce McKwaczowi wpada w ręce złoty dysk z mapą do zaginionej świątyni. Rusza tam wraz z Donaldem i siostrzeńcami, jednak Forsant nie zamierza odpuścić i śledzi poczynania kaczorów, by w odpowiednim momencie wejść do akcji. |
| 2  | 1987-08 | Pieniądz robi pieniądz                                                 | Nobody’s Business                                                              | 10      | Kaczor Donald                  | Don Rosa                    | Don Rosa             | AR 103       | Sknerus postanawia wprowadzić Donalda i Gogusia w świat biznesu i daje im po 1000$ na rozkręcenie działalności. Efekty przechodzą jednak jego najśmielsze oczekiwania. |
| 3  | 1987-10 | Mityczna menażeria                                                     | Mythological Menagerie                                                         | 10      | Kaczor Donald                  | Don Rosa                    | Don Rosa             | AR 104       | Donald wybiera się z siostrzeńcami na obserwacje leśnej fauny w ramach projektu Młodych Skautów. Chce ich upokorzyć i przebiera zwierzęta Babci Kaczki za coraz to bardziej absurdalne okazy. Wkrótce jednak sam wpada w tarapaty. |
| 4  | 1987-12 | Gdzie moja bryka?                                                      | Recalled Wreck                                                                 | 10      | Kaczor Donald                  | Don Rosa                    | Don Rosa             | AR 105       | Sąsiad Jones omyłkowo sprzedaje samochód Donalda na części. Kaczor wraz z siostrzeńcami rusza na ich poszukiwanie. |
| 5  | 1987-12 | Płynna gotówka                                                         | Cash Flow                                                                      | 26      | Sknerus McKwacz                | Don Rosa                    | Don Rosa             | AR 106       | Bracia Be po kolejnym nieudanym ataku na skarbiec przypadkiem zdobywają promień neutralizujący tarcie. Z jego pomocą podejmują kolejną próbę kradzieży fortuny McKwacza. Sknerus mobilizuje jednak swoją rodzinę i wraz z nią stara się przeszkodzić złodziejom. |
| 6  | 1988-02 | Jedynie dynie                                                          | Fit to be pied                                                                 | 10      | Kaczor Donald                  | Don Rosa                    | Don Rosa             | AR 108       | Donald i Jones stają do rywalizacji o to, kto wygra konkurs burmistrza na najbardziej niezwykłą halloweenową lampę. Podczas rywalizacji dochodzi do regularnej walki, a zwycięzca osiąga sukces wielkim kosztem. |
| 7  | 1988-03 | Choinka jak marzenie                                                   | Fir-Tree Fracas                                                                | 4       | Kaczor Donald                  | Don Rosa                    | Don Rosa             | AR 109       | Donald chce zadziwić rodzinę najładniejszą choinką w Kaczogrodzie. Wydaje mu się, że wszystko dopiął na ostatni guzik, jednak w wyniku wypadku traci swoje drzewo. |
| 8  | 1988-04 | Skumbrie w tomacie                                                     | Oolated Luck                                                                   | 10      | Kaczor Donald                  | Don Rosa                    | Don Rosa             | AR 110       | Donald i Goguś biorą udział w konkursie, którego główną nagrodą jest luksusowy rejs. Siostrzeńcy wymyślają plan, dzięki któremu podróż statkiem wygrywa ich wujek. Mimo to okazuje się, że Gogusia wcale nie opuściło szczęście. |
| 9  | 1988-05 | Lecą gazety                                                            | The Paper Chase                                                                | 2       | Sknerus McKwacz                | Don Rosa                    | Gary Leach           | AR 107       | Sknerus gubi w parku gazetę za 35 centów i rozpoczyna żarliwą pogoń w celu odzyskania swojego zakupu. |
| 10 | 1988-06 | Ostatnia podróż do Dawson                                              | Last Sled to Dawson                                                            | 28      | Sknerus McKwacz                | Don Rosa                    | Don Rosa             | AR 113       | Sknerus udaje się do Dawson by odzyskać stracone dawno temu sanie. Spotyka tam Złotkę O’Gilt, ale także swojego dawnego wroga Śliskiego Kręta, który próbuje przeszkodzić McKwaczowi w odnalezieniu zguby. |
| 11 | 1988-07 | Kosmiczni rozbitkowie lub Bujanie w gwiazdach                          | Rocket Reverie                                                                 | 2       | Kaczor Donald                  | Don Rosa                    | Gary Leach           | AR 116       | Donaldowi śni się, że utknął wraz z siostrzeńcami w kosmosie i nie ma jak wrócić do domu. |
| 12 | 1988-07 | Sport to pieniądz                                                      | Fiscal Fitness                                                                 | 2       | Sknerus McKwacz                | Don Rosa                    | Gary Leach           | AR 118       | Sknerus przygotowuje się do wzięcia udziału w Kaczogrodzkich Igrzyskach Milionerów. |
| 13 | 1988-08 | Dzień z życia wagarowiczów                                             | Metaphorically Spanking                                                        | 10      | Kaczor Donald                  | Don Rosa                    | Don Rosa             | AR 119       | Siostrzeńcy idą na wagary, jednak co chwila napotykają na swojej drodze Donalda. Po licznych ucieczkach doprowadzają do katastrofy. |
| 14 | 1988-10 | Zbieracz krokodyli                                                     | The Crocodile Collector                                                        | 18      | Kaczor Donald                  | Don Rosa                    | Don Rosa             | AR 125       | Sknerus zleca Donaldowi zdobycie najrzadszego zwierzęcia na planecie – oznakowanego krokodyla. Donald i siostrzeńcy ruszają w podróż do Afryki i po wielu przygodach docierają do krokodylej świątyni, w której jednak pakują się w spore tarapaty. |
| 15 | 1988-11 | Przebłysk szczęścia lub Dar wielkiej góry                              | Fortune on the Rocks lub His Fortune on the Rocks                              | 12      | Sknerus McKwacz                | Don Rosa                    | Don Rosa             | AR 128       | Sknerus kupił górę na terenach zamieszkiwanych przez Indian. Wraz z Donaldem i siostrzeńcami postanawia poszukać potencjalnych zysków z nowego nabytku. |
| 16 | 1989-05 | Powrót na Równinę Okropności                                           | Return to Plain Awful                                                          | 28      | Kaczor Donald                  | Don Rosa                    | Don Rosa             | AR 130       | Donald i siostrzeńcy postanawiają wznowić poszukiwania kanciastych kur i kwadratowych jaj w Andach. Ich wyprawę, licząc na nowe zyski, finansuje Sknerus. Narusza on jednak obyczaje tubylców, co sprowadza na niego kłopoty. Dodatkowo kaczory śledzi Granit Forsant, który sam chce uzyskać korzyści z niezwykłych zwierząt. |
| 17 | 1989-07 | Przekleństwo Ryjodamusa lub Klątwa Nozdrzadamusa lub Klątwa Nosodamusa | The Curse of Nostrildamus                                                      | 10      | Sknerus McKwacz                | Don Rosa                    | Don Rosa             | AR 143       | Sknerus chce zdobyć amulet XVII-wiecznego alchemika, który umożliwiłby mu przewidywanie przyszłości. Okazuje się jednak, że została na niego rzucona klątwa. |
| 18 | 1989-08 | Król Sknerus Pierwszy lub Jego wysokość McKwacz                        | His Majesty, McDuck                                                            | 28      | Sknerus McKwacz                | Don Rosa                    | Don Rosa             | AR 145       | Sknerus odnajduje dokument, z którego dowiaduje się, że jego skarbiec i teren wokół niego nigdy nie należał do USA. McKwacz tworzy własne państwo aby uniknąć płacenia podatków, dodatkowo żąda zwrotu tych wcześniej zapłaconych. Wszystko komplikuje pojawienie się Braci Be. |
| 19 | 1990-03 | Zapomniane spotkanie lub Kaczka zapominaczka                           | Forget me not                                                                  | 3       | Kaczka Daisy                   | Don Rosa                    | Ruud Straatman       | H 87112      | Daisy zauważa, że umówiła się jednego wieczoru i z Donaldem, i z Gogusiem. Próbuje wybrnąć z tej sytuacji, ale to się jej nie udaje. Po powrocie do domu czeka ją jednak niespodzianka. |
| 20 | 1990-03 | Solidne uderzenie                                                      | Give Unto Others                                                               | 7       | Kaczor Donald                  | Don Rosa                    | Arno Buitink         | H 87178      | Donald chce kupić sobie nową wędkę, jednak brak mu pieniędzy. Dodatkowo siostrzeńcy żądają od niego kieszonkowego. Sprawę próbuje rozwiązać Daisy, które daje po 10$ Donaldowi i siostrzeńcom, aby kupili sobie nawzajem prezent. Sprawy przybierają jednak nieoczekiwany obrót. |
| 21 | 1990-03 | Na srebrnej tacy                                                       | On a Silver Platter                                                            | 10      | Sknerus McKwacz                | Don Rosa, Mau Heymans       | Don Rosa             | H 89068      | Magika podstępnie zdobywa dziesięciocentówkę Sknerusa za pomocą teleportującego talerza. Sknerus się jednak nie poddaje i rozpoczyna walkę o odzyskanie swej monety. |
| 22 | 1990-04 | Solidne wykształcenie lub Na naukę nigdy nie jest za późno             | Well-Educated Duck                                                             | 10      | Kaczor Donald                  | Don Rosa                    | Jan Kruse            | H 85218      | Donald chce wybrać się z Daisy na przejażdżkę jej nową łódką, jednak nie zabiera ze sobą Hyzia, Dyzia i Zyzia. Siostrzeńcy obmyślają plan zemsty. |
| 23 | 1990-04 | Prawdziwe szczęście                                                    | Leaky Luck                                                                     | 1       | Sknerus McKwacz                | Don Rosa                    | Evert Geradts        | H 87173      | Sknerus spaceruje po parku z Gogusiem szukając rozmaitych starych rzeczy. Za pomocą agrafki pokazuje siostrzeńcowi ich wartość. |
| 24 | 1990-05 | Myszołap z Kaczogrodu lub Szczurołap z Kaczogrodu                      | The Pied Piper of Duckburg                                                     | 8       | Diodak                         | Don Rosa, Carl Barks        | Don Rosa, Carl Barks | H 89174      | Sknerus ma ogromny problem ze szczurami, które nękają cały Kaczogród. Zwraca się z prośbą do Diodaka, by ten usunął gryzonie z miasta. Wynalazca wpada więc na oryginalny pomysł. |
| 25 | 1990    | Podróż w czasie za jedną dyszkę                                        | Back in Time for a Dime!                                                       | 4       | Kacze opowieści                | Cosme Quartieri, Robert Bat | Don Rosa             | K DTM 90i    | Magika wysyła Sknerusa i siostrzeńców o 60 milionów lat wstecz. Próbuje go szantażować by zdobyć dziesięciocentówkę, jednak kaczor podejmuje walkę z czarownicą. |
| 26 | 1990-06 | Kopalnia pieniędzy lub Dół z pieniędzmi lub Zstąpmy do głebi           | The Money Pit                                                                  | 12      | Kaczor Donald                  | Don Rosa                    | Don Rosa             | KD 0190      | Donald podczas polerowania monet McKwacza znajduje podwójny okaz. Prosi Sknerusa, by ten pozwolił mu poszukać innych podobnych monet, na co kaczor godzi się bez problemu. Wkrótce Donald odkrywa, że najcenniejsze numizmaty znajdują się poza skarbcem. |
| 27 | 1990-11 | Architekt krajobrazu                                                   | The Master Landscapist                                                         | 10      | Kaczor Donald                  | Don Rosa                    | Don Rosa             | D 90057      | Donald znajduje nową pracę – zajmuje się pielęgnowaniem ogrodów. Ma urządzić posesję burmistrza. Mimo początkowych sukcesów, kaczor doprowadza w końcu do katastrofy. |
| 28 | 1991-01 | Gdy czas się zatrzymał                                                 | On Stolen Time                                                                 | 13      | Kaczor Donald                  | Don Rosa                    | Don Rosa             | D 90147      | Bracia Be kradną z pracowni Diodaka urządzenie, za pomocą którego można zatrzymać czas. Korzystając z tego napadają na skarbiec McKwacza. Sknerus wraz z Donaldem i siostrzeńcami wymyśla plan, który ma zatrzymać złodziei. |
| 29 | 1991-01 | Pod kopułą                                                             | Treasure Under Glass                                                           | 20      | Kaczor Donald                  | Don Rosa                    | Don Rosa             | D 90227      | Sknerus poszukuje statków zatopionych u wybrzeży Florydy. Przypadkiem natrafia na mapę hiszpańskiego poszukiwacza z XVII w., na której zaznaczono miejsca zatonięcia hiszpańskich galeonów. Wyciągnięcie jej z dna oceanu nie jest jednak możliwe, więc Sknerus próbuje osuszyć mapę za pomocą wielkiej kopuły. Tymczasem ktoś próbuje mu w tym przeszkodzić. |
| 30 | 1991-03 | Siedem dni w Tybecie                                                   | Return to Xanadu                                                               | 30      | Sknerus McKwacz                | Don Rosa                    | Don Rosa             | D 90314      | Sknerus jest bardzo dumny ze swojej kolekcji skarbów, a Donald napomyka o własnej roli w ich zdobyciu. Dzięki tej małej wzmiance Sknerus dowiaduje się, gdzie leży skarbiec Czyngis-Chana. Kaczory trafiają do doliny Trala-La w Xanadu i starają się wieść cudowne życie, lecz mało nie doprowadzają do katastrofy. |
| 31 | 1991-05 | Kaczor, który spadł na Ziemię                                          | The Duck Who Fell to Earth                                                     | 12      | Kaczor Donald                  | Don Rosa                    | Don Rosa             | D 90161      | Sknerus postanawia odzyskać z kosmosu stare satelity. W tym celu zatrudnia Donalda i kupuje stary samolot. Wraz z siostrzeńcem i zatrudnionym naukowcem rusza w podróż, jednak w jej czasie dochodzi do komplikacji, w wyniku których wszyscy muszą się ratować powrotem na ziemię. |
| 32 | 1991-08 | Praca na wysokości                                                     | Incident at McDuck Tower                                                       | 10      | Kaczor Donald                  | Don Rosa                    | Don Rosa             | D 90345      | Donald zostaje czyścicielem okien w wieżowcu Sknerusa i wyzbywa się dzięki temu lęku wysokości. Chce popisać się przed Hyziem, Dyziem i Zyziem swoją odwagą, jednak zapomina o zachowaniu bezpieczeństwa, co rozpoczyna długą serię katastrof. |
| 33 | 1991-10 | Złota wyspa                                                            | The Island at the Edge of Time                                                 | 14      | Sknerus McKwacz                | Don Rosa                    | Don Rosa             | D 91071      | Sknerus za pomocą starego satelity odkrywa pojawienie się wyspy wulkanicznej z lawą z płynnego złota. Niestety uszkodzony satelita spada do Afryki Południowej, a informację o złocie przechwytuje Granit Forsant. Oba kaczory stają do wyścigu o to, kto obejmie wyspę w posiadanie. |
| 34 | 1991-10 | Na wojennej ścieżce                                                    | War of the Wendigo                                                             | 27      | Sknerus McKwacz                | Don Rosa                    | Don Rosa             | D 91192      | Sknerus zabiera Donalda i siostrzeńców do Kanady do swojej wytwórni papieru. Zostaje tam uprowadzony przez plemię Indian, które oskarża go o zniszczenie lasów. W rzeczywistości odpowiada za to dyrektor jego fabryki, który jednak przestaje wykonywać polecenia McKwacza. Rozpoczyna się walka między Indianami a dyrektorem. |
| 35 | 1992-01 | Jak zostać herosem                                                     | Super Snooper Strikes Again                                                    | 11      | Kaczor Donald                  | Don Rosa                    | Don Rosa             | D 91076      | Donald po wypiciu specjalnej mikstury uzyskuje super-moce. Chce się popisać przed Hyziem, Dyziem i Zyziem, jednak wpada w tarapaty i musi ratować siebie oraz swoich siostrzeńców. |
| 36 | 1992-08 | Ostatni z klanu McKwaczów lub Ostatni z klanu McKwaczy                 | The Last of the Clan McDuck                                                    | 15      | Sknerus McKwacz                | Don Rosa                    | Don Rosa             | D 91308      | Życie i czasy Sknerusa McKwacza – Rozdział I. Sknerus jako młody chłopiec przechadza się po ruinach zamku McKwaczów, gdzie poznaje rodzinną historię. Wkrótce zaczyna pracować jako pucybut i sprzedawać torf. Udaje mu się przy okazji wypędzić z zamku McKwaczów dawnych wrogów – Wiskerwillów. |
| 37 | 1992-08 | Władca Missisipi                                                       | The Master of the Mississippi                                                  | 28      | Sknerus McKwacz                | Don Rosa                    | Don Rosa             | D 91411      | Życie i czasy Sknerusa McKwacza – Rozdział II. Młody Sknerus wyjeżdża do USA i rozpoczyna pracę na parostatku swojego wuja Angusa. Pakuje się tam w konflikt z Dziadkiem Be i jego synami o znaleziony skarb. Mimo iż Sknerusowi nie udaje się zarobić pieniędzy, to wsadza Braci Be do więzienia. Jednak po dwóch latach znowu ich napotyka i ponownie musi z nimi walczyć. |
| 38 | 1992-11 | Kowboj z Badlandów                                                     | The Buckaroo of the Badlands                                                   | 15      | Sknerus McKwacz                | Don Rosa                    | Don Rosa             | D 92008      | Życie i czasy Sknerusa McKwacza – Rozdział III. Sknerus rusza na Dziki Zachód w poszukiwaniu nowej pracy. Podczas walki z bandytami którzy napadli na pociąg, wypada z niego i trafia na prerię. Zatrudnia się u ranczera McKenziego jako opiekun byka- czempiona. Jego podopieczny zostaje wkrótce skradziony i McKwacz rusza w pogoń za złodziejami. Trafia do Badlandów i z pomocą Theodora Roosevelta (przyszłego prezydenta) odzyskuje zgubę. Wdzięczny McKenzie oferuje Sknerusowi stałą pracę. |
| 39 | 1993-01 | Właściciel Miedzianego Wzgórza                                         | Raider of the Copper Hill lub The King of the Copper Hill                      | 15      | Sknerus McKwacz                | Don Rosa                    | Don Rosa             | D 92083      | Życie i czasy Sknerusa McKwacza – Rozdział IV. Sknerus po zwolnieniu przez ranczera McKenziego postanawia zostać poszukiwaczem. Próbuje wydobywać miedź, jednak duże złoże znajduje się obok jego działki. Z pomocą Howarda Kwakerfellera udaje mu się przejąć tę kopalnię dzięki kruczkom prawnym. Musi ją jednak sprzedać, gdy dostaje informacje o kłopotach rodziny w Szkocji. |
| 40 | 1993-03 | Nowy pan na zamku lub Nowy władca zamku                                | The New Laird of Castle McDuck                                                 | 15      | Sknerus McKwacz                | Don Rosa                    | Don Rosa             | D 92191      | Życie i czasy Sknerusa McKwacza – Rozdział V. Sknerus po pobycie w USA wraca do Szkocji, by ratować rodzinny zamek. Musi zapłacić podatek za posiadłość klanu z pieniędzy zarobionych na sprzedaży złoża miedzi. Próbują mu w tym przeszkodzić dawni wrogowie, Wiskerwillowie, którzy podstępnie chcą przechwycić pieniądze. |
| 41 | 1993-05 | Postrach Transwalu                                                     | The Terror of the Transvaal                                                    | 12      | Sknerus McKwacz                | Don Rosa                    | Don Rosa             | D 92273      | Życie i czasy Sknerusa McKwacza – Rozdział VI. McKwacz trafia do południowej Afryki, zachęcony opowieściami o licznych złożach złota. Ratuje tam pewnego Bura (osadnika), który w zamian ma pomóc Sknerusowi w poszukiwaniach cennego kruszcu. Jednak w nocy towarzysz McKwacza ucieka, zabierając jego ekwipunek. Sknerus rusza za nim w pogoń i w końcu wsadza go do więzienia. Nie wie jednak, że w przyszłości wielokrotnie będzie miał z nim do czynienia. |
| 42 | 1993-06 | Gość krainy snów                                                       | Dreamtime Duck of the Never-Never                                              | 15      | Sknerus McKwacz                | Don Rosa                    | Don Rosa             | D 92314      | Życie i czasy Sknerusa McKwacza – Rozdział VII. Sknerus po pobycie w Afryce rusza do Ameryki. Nie udaje mu się zarobić pieniędzy, więc udaje się do Australii. Ratuje tam przed napaścią starego czarownika, a także pomaga mu odprawić starożytne rytuały. Tymczasem pokonany przez Sknerusa bandyta obserwuje McKwacza i jego towarzysza, a korzystając z okazji przywłaszcza sobie cenny dla Aborygenów opal. McKwacz zostaje poproszony o odzyskanie kruszcu. |
| 43 | 1993-07 | Król Klondike                                                          | King of the Klondike lub The Argonaut of White Agony Creek                     | 24      | Sknerus McKwacz                | Don Rosa                    | Don Rosa             | D 92514      | Życie i czasy Sknerusa McKwacza – Rozdział VIII. Sknerus rusza do Klondike, gdzie właśnie wybuchła gorączka złota. Zostaje właścicielem działki w Dolinie Białej Śmierci, jednak niektórzy okoliczni mieszkańcy, na czele ze Śliskim Krętem, próbują przechwycić terytorium McKwacza. Kaczor stawia im opór, a wreszcie po wielu trudach znajduje wielką bryłę złota i zdobywa majątek. |
| 44 | 1993-09 | Skarbnica wiedzy                                                       | Guardians of the Lost Library                                                  | 28      | Młodzi Skauci                  | Don Rosa                    | Don Rosa             | D 92380      | Sknerus wraz z siostrzeńcami postanawia ruszyć na poszukiwania Biblioteki Aleksandryjskiej. Korzystając z Poradnika Młodego Skauta, odnajduje miejsce ukrycia starożytnych zwojów, jednak są one zupełnie zniszczone. McKwacz mimo to nie poddaje się i szuka różnych kopii Biblioteki, przemierzając prawie wszystkie kontynenty, ale każdy odnaleziony przez niego księgozbiór nie nadają się już do użytku. W końcu Sknerus i siostrzeńcy odnajdują księgę, w której spisano najważniejsze informacje z Biblioteki Aleksandryjskiej, jednak McKwacz nie może wejść w jej posiadanie. |
| 45 | 1993-11 | Bilioner z Ponurego Wzgórza lub Miliarder z Ponurych Wzgórz            | The Billionaire of Dismal Downs                                                | 15      | Sknerus McKwacz                | Don Rosa                    | Don Rosa             | D 93121      | Życie i czasy Sknerusa McKwacza – Rozdział IX. Sknerus po zarobieniu pierwszego miliona wraca do Szkocji. Okazuje się, że dawni przyjaciele zazdroszczą mu majątku. Kaczor próbuje udowodnić im, że wcale się nie zmienił. W tym celu bierze udział w miejscowych igrzyskach, jednak wskutek niefortunnych wypadków przegrywa zawody. McKwacz stwierdza, że nie pasuje już do Szkocji, i wraz z siostrami postanawia przeprowadzić się do Ameryki. |
| 46 | 1994-02 | Najdłuższy skok                                                        | From Duckburg to Lillehammer                                                   | 12      | Kaczor Donald                  | Don Rosa                    | Don Rosa             | D 93287      | Donald wraz z siostrzeńcami jedzie na Zimowe Igrzyska Olimpijskie do Lillehammer. Spotyka tam Gogusia, z którym musi walczyć o zwycięstwo w zawodach. |
| 47 | 1994-03 | Najeźdźca z Kaczogrodu                                                 | The Invader of Fort Duckburg                                                   | 15      | Sknerus McKwacz                | Don Rosa                    | Don Rosa             | D 93227      | Życie i czasy Sknerusa McKwacza – Rozdział X. Sknerus wraz z siostrami przeprowadza się do Kaczogrodu – miasta w stanie Kalisota. Osiedla się w kupionym wcześniej starym forcie, a przy okazji wypędza z niego oddział Młodych Skautów. Ci rozpętują aferę, wskutek której do interwencji zmuszony zostaje prezydent USA. W międzyczasie starzy Bracia Be próbują okraść McKwacza z jego majątku. Ostatecznie dochodzi do konfrontacji między Sknerusem, złodziejami, a amerykańską armią, na czele której stoi dawny przyjaciel McKwacza – Theodor Roosevelt. |
| 48 | 1994-04 | Kapitalista z Kalisoty lub Najbogatszy Kaczor na świecie               | The Empire-Builder from Calisota lub The Richest Duck in the World             | 24      | Sknerus McKwacz                | Don Rosa                    | Don Rosa             | D 93288      | Życie i czasy Sknerusa McKwacza – Rozdział XI. Sknerus po osiedleniu się w Kaczogrodzie i zbudowaniu skarbca rusza w świat w poszukiwaniu nowych zysków. Początkowo towarzyszą mu siostry – Hortensja i Matylda – ale po napaści McKwacza na wioskę tubylców w Afryce postanawiają wrócić do Kalisoty. Sknerus kontynuuje podróż dookoła globu, jednak jest ścigany przez zombiego, którego wywołał szaman zrujnowanej wioski. Po wielu przygodach McKwacz wraca do Kaczogrodu, gdzie zostaje ciepło przyjęty przez rodzinę, jednak kaczora wcale to nie obchodzi. Wypędza swoich krewnych, a na koniec zostaje kopnięty przez małego Donalda.                                                                                 |
| 49 | 1994-05 | Najbogatszy kaczor świata lub Samotnik z hrabstwa McKwacz              | The Richest Duck in the World lub The Recluse of McDuck Manor                  | 19 (16) | Sknerus McKwacz                | Don Rosa                    | Don Rosa             | D 93488      | Życie i czasy Sknerusa McKwacza – Rozdział XII. Stary Sknerus po latach życia bez kontaktu z rodziną postanawia spotkać się z Donaldem i siostrzeńcami. Donald ma negatywne nastawienie do wuja, którego widział ostatnio w młodości, i nie wierzy w to, że McKwacz posiada skarbiec wypełniony gotówką. Sknerus zabiera tam swoich krewnych by im to udowodnić. Są oni śledzeni przez Braci Be, którzy próbują ukraść pieniądze McKwacza. Jednak stary kaczor, tak jak przed laty, staje z nimi do walki. |
| 50 | 1994-05 | Kaczor, którego nie było                                               | The Duck Who Never Was                                                         | 16      | Kaczor Donald                  | Don Rosa                    | Don Rosa             | D 93574      | Donald dochodzi do wniosku, że nie jest w ogóle potrzebny swojej rodzinie. Dodatkowo ma problemy w pracy – nie zostaje zatrudniony w Muzeum Kaczogrodzkim przez błąd urzędnika. Zdenerwowany kaczor strąca lampę, z której wydostaje się dżin. Kaczor nieświadomy jego mocy życzy sobie, by nigdy się nie urodził. Donald trafia do alternatywnego Kaczogrodu, w którym nigdy wcześniej go nie było. Spostrzega, jak źle radzi sobie bez niego rodzina. Postanawia wrócić do domu, gdzie krewni przygotowali dla niego przyjęcie urodzinowe. |
| 51 | 1995-01 | Skarby Krezusa                                                         | The Treasury of Croesus                                                        | 24      | Sknerus McKwacz                | Don Rosa                    | Don Rosa             | D 94012      | Sknerus postanawia odnaleźć zaginione skarby króla Krezusa. W tym celu rusza do Turcji, do miejsca, gdzie według legendy ukryte są skarby. Czeka go tam jednak rywalizacja z przedstawicielami tureckiego rządu, którzy chcą zachować bogactwa dla siebie. |
| 52 | 1995-03 | "Rozpuszczalnik uniwersalny"                                           | The Universal Solvent                                                          | 24      | Sknerus McKwacz                | Don Rosa                    | Don Rosa             | D 94066      | Diodak wynalazł dla Sknerusa uniwersalny rozpuszczalnik, który rozpuszcza wszystko poza diamentami. Sknerus nieuważnie wylewa go na ziemię, co powoduje groźbę zniszczenia jądra planety. Wraz z Donaldem i siostrzeńcami McKwacz rusza w misję ratunkową. |
| 53 | 1995-06 | Pierwsza dziesięciocentówka                                            | Of Ducks, Dimes and Destinies lub Of Ducks and Dimes and Destinies             | 15      | Sknerus McKwacz                | Don Rosa                    | Don Rosa             | D 91249      | Magika przenosi się w czasie, by zdobyć dziesięciocentówkę Sknerusa zanim ten zdoła ją zarobić. Mimo iż udaje się jej zrealizować swój cel, jest zmuszona zwrócić monetę McKwaczowi. |
| 54 | 1995-09 | W sercu Jukonu lub Dwa serca w Jukonie                                 | Hearts of the Yukon                                                            | 24      | Sknerus McKwacz                | Don Rosa                    | Don Rosa             | D 95044      | Życie i czasy Sknerusa McKwacza – Rozdział VIII C. Sknerus podczas pobytu w Klondike dał się we znaki zbirom z Dawson, więc ci postanowili oskarżyć go przed Kanadyjską Policją Konną o rozmaite przestępstwa. Pozew przeciw McKwaczowi podpisuje Złotka O’Gilt, która chce w ten sposób zwabić go do miasta. Dowódca oddziału, Sam Steele, wzywa Sknerusa na przesłuchanie, odbierając mu jednocześnie prawa do działki w Dolinie Białej Śmierci. McKwacz rusza do Dawson, gdzie będzie musiał zmierzyć się ze starymi i nowymi wrogami. |
| 55 | 1995-09 | Stąd do małości                                                        | The Incredible Shrinking Tightwad                                              | 25 (24) | Sknerus McKwacz                | Don Rosa                    | Don Rosa             | D 94202      | Donald przez pomyłkę uruchamia maszynę, która powoduje powolne kurczenie się kaczora wraz ze Sknerusem. Siostrzeńcy próbują znaleźć sposób na odwrócenie tego procesu, jednak maszynę przechwytują Bracia Be i za jej pomocą zmniejszają, a następnie kradną skarbiec. McKwacz mimo mikroskopijnych rozmiarów próbuje odzyskać swoje pieniądze. |
| 56 | 1995-10 | "Pułapka na sto dwa"                                                   | Gyro's Beagletrap                                                              | 1       | Sknerus McKwacz                | Don Rosa                    | Don Rosa             | G TEM 9510   | Brat Be próbuje ukraść pieniądze ze skarbca McKwacza, jednak zostaje powstrzymany przez pułapkę Diodaka. Mimo to Sknerus ma pretensje do wynalazcy. |
| 57 | 1995-10 | Zaginione mapy Kolumba                                                 | The Lost Charts of Columbus                                                    | 24      | Sknerus McKwacz                | Don Rosa                    | Don Rosa             | D 94144      | Hyzio, Dyzio i Zyzio odnajdują stare mapy, według których Ameryka została odkryta przed Kolumbem. Dowiadują się o tym dwaj oszuści, którzy chcą przejąć władzę nad kontynentem. W tym celu zdobywają coraz to starsze przedmioty, które mają być dowodami odkrycia Ameryki wcześniej niż dotychczas zakładano. Donald i siostrzeńcy próbują im w tym przeszkodzić. |
| 58 | 1996-05 | "Był sobie raz na zawsze kaczor"                                       | The Once and Future Duck                                                       | 24      | Kaczor Donald                  | Don Rosa                    | Don Rosa             | D 95079      | Donald i Diodak testują nowy wehikuł czasu. W celu przeprowadzenia kolejnych doświadczeń jadą wraz z siostrzeńcami do Stonehenge w Anglii. Przez pomyłkę przenoszą się za daleko, w czasy legend arturiańskich, gdzie muszą uciekać przed królem Arturem. Przy okazji odkrywają, jak naprawdę wyglądał Camelot i ile wspólnego mają dawne podania z rzeczywistością. |
| 59 | 1996-06 | "Skarb dziesięciu awatara"                                             | The Treasure of the Ten Avatars                                                | 28      | Sknerus McKwacz                | Don Rosa                    | Don Rosa             | D 95153      | Sknerus i siostrzeńcy podczas podróży do Indii trafiają na ślad starożytnego miasta. Odnajdują tam ślady armii Aleksandra Wielkiego. McKwacz chce zdobyć starożytne skarby, jednak na jego drodze staje tamtejszy maharadża. |
| 60 | 1996-08 | Odwróceni lub Pokręceni                                                | A Matter of Some Gravity                                                       | 16      | Sknerus McKwacz                | Don Rosa                    | Don Rosa             | D 96001      | Magika rzuca na Sknerusa i Donalda czar, który zmienia grawitację działającą na kaczory. Korzystając z tego kradnie szczęśliwą dziesięciocentówkę. McKwacz wraz z siostrzeńcami postanawia ją zatrzymać i rusza w pościg. |
| 61 | 1996-12 | Stróż prawa z Pizen Bluff                                              | The Vigilante of Pizen Bluff                                                   | 24      | Sknerus McKwacz                | Don Rosa                    | Don Rosa             | D 96089      | Życie i czasy Sknerusa McKwacza – Rozdział VI B. Sknerus przybywa do Arizony, gdzie spotyka swojego wuja, Angusa, który stał się sławny dzięki współpracy z Buffalo Bilem. Młody McKwacz jest świadkiem napaści braci Daltonów na teatr, w której kradną oni także pieniądze na podatki w Szkocji. Sknerus wraz z wujem Angusem, Buffalo Bilem, Indianinem Geronimo, a także innymi towarzyszami rusza w pogoń za bandytami. |
| 62 | 1997-05 | Sokole oko lub Kacze oko                                               | An Eye for Detail                                                              | 10      | Kaczor Donald                  | Don Rosa                    | Don Rosa             | D 94121      | Sknerus zauważa, że Donald po latach odróżniania identycznych siostrzeńców wyrobił sobie świetny wzrok. Zatrudnia go w swojej fabryce, by wypatrywał wadliwe produkty. Kaczor radzi sobie jednak aż za dobrze. |
| 63 | 1997-06 | Najlepszy prezent                                                      | A Little Something Special                                                     | 29 (28) | Sknerus McKwacz                | Don Rosa                    | Don Rosa             | D 96325      | Z okazji 50-lecia przybycia Sknerusa do Kaczogrodu zostaje ogłoszony konkurs na najlepszy prezent dla miliardera. McKwacz nie chce uczestniczyć w tej farsie, jednak zostaje zmuszony do pójścia na końcową ceremonię. W tym czasie jego starzy wrogowie atakują skarbiec, chcąc przejąć majątek bogacza. |
| 64 | 1997-07 | Najeźdźcy z kosmosu                                                    | Attack of the Hideous Space-Varmints' lub Attack of the Hideous Space Monsters | 24      | Sknerus McKwacz                | Don Rosa                    | Don Rosa             | D 96203      | Sknerus za pomocą specjalnej maszyny omyłkowo wysyła swój skarbiec w kosmos. Wraz z Donaldem i siostrzeńcami rozpoczyna podróż w celu odzyskania swych pieniędzy. Tymczasem skarbiec trafia w ręce nowych, kosmicznych właścicieli. |
| 65 | 1997-10 | Z annałów Młodych Skautów lub Młodzi skauci: Początek                  | W.H.A.D.A.L.O.T.T.A.J.A.R.G.O.N.                                               | 16      | Młodzi Skauci                  | Don Rosa                    | Don Rosa             | D 97052      | Historia przystąpienia Hyzia, Dyzia i Zyzia do zastępu Młodych Skautów w Kaczogrodzie. Siostrzeńcy, zafascynowani tą organizacją, podchodzą do testu dla kandydatów. Mają znaleźć fragmenty Fortu Kaczogród, starego miejsca spotkań skautów, który stał na wzgórzu McKwacza przed wybudowaniem skarbca. Sknerus próbuje zniszczyć kawałki rozebranej dawno budowli, jednak siostrzeńcy w porę go powstrzymują i namawiają do zwrócenia im fragmentów fortu. |
| 66 | 1998    |                                                                        | The Annual Speedskating Race of the Burg of Ducks                              | 2       | Kaczor Donald (nie wspomniany) | Don Rosa                    | Nils Lid Hjort       | Nieoficjalny | Donald i Goguś stają do rywalizacji w wyścigu łyżwiarskim, którego zwycięzca będzie towarzyszył Daisy na późniejszym bankiecie. Goguś zwycięża w zawodach, jednak nie wszystko układa się po jego myśli. |
| 67 | 1998-01 | Splot okoliczności                                                     | The Sign of the Triple Distelfink                                              | 14      | Kaczor Donald                  | Don Rosa                    | Don Rosa             | D 97437      | Z okazji urodzin Gogusia rodzina wydaje dla niego przyjęcie na farmie Babci Kaczki. Kaczor nie chce jednak w tym uczestniczyć, gdyż urodziny są jedynym dniem w roku, w którym nie dopisuje mu szczęście. Okazuje się, że jest to spowodowane wypadkiem sprzed lat. Goguś próbuje odwrócić ten stan rzeczy, jednak na jego drodze staje Donald. |
| 68 | 1998-01 | Ostatni władca Eldorado                                                | The Last Lord of Eldorado                                                      | 30      | Sknerus McKwacz                | Don Rosa                    | Don Rosa             | D 96066      | Sknerus trafia na ślad legendarnego Eldorado. Próbuje odnaleźć schowane tam złoto, jednak na drodze staje mu Granit Forsant. McKwacz wyrusza w podróż, trafia m.in. do Niemiec i Kolumbii, aż wreszcie odnajduje zaginione skarby. Mimo sukcesu czeka go przykre rozczarowanie. |
| 69 | 1998-05 | Czarny rycerz                                                          | The Black Knight                                                               | 24      | Sknerus McKwacz                | Don Rosa                    | Don Rosa             | D 97346      | Arszen Lampen, najniebezpieczniejszy złodziej świata, postanawia okraść Sknerusa. Ma zamiar zniszczyć pieniądze McKwacza, gdyż będzie to ukoronowaniem jego przestępczej kariery. Chce to zrobić przy pomocy zbroi pokrytej uniwersalnym rozpuszczalnikiem Diodaka. Sknerus wraz z Donaldem i siostrzeńcami stawiają czoła złodziejowi. |
| 70 | 1998-12 | Kowboj Kapitanem                                                       | The Cowboy Captain of the Cutty Sark                                           | 24      | Sknerus McKwacz                | Don Rosa                    | Don Rosa             | D 98045      | Życie i czasy Sknerusa McKwacza – Rozdział III B. Młody Sknerus wyjeżdża na Jawę, w celu sprzedania amerykańskich byków pewnemu sułtanowi. Na drodze McKwacza staje jednak inny władca, który również chce zdobyć zwierzęta. Porywa je, a Sknerus rusza za nim w pogoń na pokładzie słynnego żaglowca Cutty Sark. Podczas pogoni obie załogi są świadkami zagłady wyspy Krakatau – największego wybuchu wulkanu w historii. |
| 71 | 1999-03 | Skarb Holendra                                                         | The Dutchman’s Secret                                                          | 24      | Sknerus McKwacz                | Don Rosa                    | Don Rosa             | D 98202      | Hyzio, Dyzio i Zyzio odkrywają, że dawny znajomy Sknerusa, Jacob Waltz, był legendarnym Holendrem, a mapa, którą dał wiele lat temu McKwaczowi prowadzi do najbogatszej kopalni w Arizonie. Miliarder wraz z siostrzeńcami oraz Donaldem wyrusza na jej poszukiwania |
| 72 | 1999-07 | Ucieczka z przeklętej doliny                                           | Escape from Forbidden Valley                                                   | 24      | Sknerus McKwacz                | Don Rosa                    | Don Rosa             | D 98346      | Sknerus wraz z Donaldem i siostrzeńcami udaje się do Amazonii w celu przeprowadzenia interesów z Indianami. Ci odkrywają jednak, że Donald zniszczył kiedyś ich wieś, sprowadzając do niej cudownie ocalałe dinozaury z pobliskiej Przeklętej Doliny. Za karę zostawiają kaczora na pastwę tych gadów. Sknerus oraz Hyzio, Dyzio i Zyzio ruszają mu na ratunek. |
| 73 | 1999-10 | Dawnych wspomnień czar                                                 | The Coin                                                                       | 12      | Sknerus McKwacz                | Don Rosa                    | Don Rosa             | F PM 99001   | Sknerus daje Donaldowi 25-centówkę, aby ten kupił mu poranną gazetę. Po chwili orientuje się, że to moneta, której nie chciała od niego Złotka O’Gilt w Dolinie Białej Śmierci. McKwacz wiąże z nią wiele wspomnień, więc próbuje ją odzyskać. |
| 74 | 1999-11 | W poszukiwaniu źródeł Kalevali                                         | Quest for Kalevala                                                             | 33      | Sknerus McKwacz                | Don Rosa                    | Don Rosa             | D 99078      | Sknerus, po wysłuchaniu fińskiej legendy, chce zdobyć magiczny młynek – Sampo. Jest to urządzenie, które według mitologii miało produkować nieskończoną rzekę złota. Rusza z Donaldem i siostrzeńcami do Finlandii i tam trafiają na trop skarbu. Niespodziewanie przenoszą się do mistycznej krainy, gdzie muszą stoczyć walkę ze złą czarownicą Louhi i pomagającą jej Magiką. |
| 75 | 2000-05 | Najeźdźcy                                                              | Attaaack!                                                                      | 12      | Sknerus McKwacz                | Don Rosa                    | Don Rosa             | F PM 00201   | Sknerus ma dosyć ciągłych ataków na skarbiec. Z pomocą rusza mu Donald, który daje McKwaczowi wynalezioną przez Diodaka maszynę do wykrywania najeźdźców. Mimo początkowych sukcesów dochodzi w końcu do katastrofy, w wyniku której zniszczony zostaje skarbiec. |
| 76 | 2000-09 | Powrót trzech caballeros                                               | The Three Caballeros Ride Again                                                | 28      | Kaczor Donald                  | Don Rosa                    | Don Rosa             | D 2000-002   | Donald wiezie siostrzeńców na zlot Młodych Skautów do Meksyku. Przypadkiem spotyka swoich starych przyjaciół – Jose Cariocę i Panchito. Razem z nimi postanawia wyruszyć na poszukiwanie kopalni srebra. |
| 77 | 2001-02 | Spryciarz z Panamy                                                     | The Sharpie of the Culebra Cut                                                 | 26      | Sknerus McKwacz                | Don Rosa                    | Don Rosa             | F PM 01201   | Życie i czasy Sknerusa McKwacza – Rozdział X B. Sknerus jako młody miliarder wyrusza do Panamy ze swoimi siostrami w celu odnalezienia złota i przeprowadzenia interesów z tubylcami. Spotyka tam Theodora Roosevelta, nadzorującego wraz z amerykańską armią budowę Kanału Panamskiego. Roosevelt chce przekonać McKwacza do sprzedania góry która stoi na drodze kanału. Sknerus wraz z prezydentem zawierają tajną umowę, w wyniku której muszą stawić czoło panamskiemu dyktatorowi i nieprzychylnym Indianom. |
| 78 | 2001-05 | Meandry architektury                                                   | The Beagle Boys vs. The Money Bin                                              | 17      | Bracia Be                      | Don Rosa, Dan Shane         | Don Rosa             | D 2000-191   | Bracia Be odnajdują plan skarbca McKwacza. Z jego pomocą pragną niepostrzeżenie ukraść Sknerusowi pieniądze gdy miliardera nie będzie w domu. Jednak podczas kradzieży natrafiają na nieprzewidziane okoliczności. |
| 79 | 2001-10 | Korona krzyżowców                                                      | The Crown of the Crusader Kings                                                | 28      | Sknerus McKwacz                | Don Rosa                    | Don Rosa             | D 2001-024   | Sknerus dowiaduje się od Hyzia, Dyzia i Zyzia, że istnieje replika utraconej przez niego korony Czyngis-Chana – Korona Krzyżowców, którą templariusze ofiarowali Krzysztofowi Kolumbowi. Rusza z Donaldem i siostrzeńcami w podróż: najpierw trafia na Syberię, potem do Paryża, aż wreszcie na Haiti. Tu próbuje go przechytrzyć Monsieur Molay z Międzynarodowej Rady Pieniężnej, uważającej się za spadkobierców templariuszy. Dzięki siostrzeńcom korona nie trafia w jego ręce, ale McKwaczowi i tak nie udaje się jej zdobyć. |
| 80 | 2002-03 | Każda różdżka ma dwa końce                                             | Forget it!                                                                     | 13      | Sknerus McKwacz                | Don Rosa                    | Don Rosa             | D 2001-095   | Magika znowu próbuje zdobyć szczęśliwą dziesięciocentówkę Sknerusa. Rzuca czar na niego i Donalda, tak, że za każdym razem, gdy usłyszą swoje imię, tracą pamięć. Czarownica próbuje uciec z monetą. |
| 81 | 2002-05 | Pierwszy wynalazek                                                     | Gyro’s First Invention                                                         | 20      | Diodak                         | Don Rosa                    | Don Rosa             | D 2001-143   | Diodak, jako początkujący naukowiec, zostaje poproszony przez Sknerusa o pomoc w odzyskaniu jego pieniędzy, które utknęły w podziemnej pieczarze pod skarbcem. Po wielu próbach wynalazcy udaje się wydobyć fortunę McKwacza, a przy okazji wymyśla swój pierwszy wynalazek – Wolframika. |
| 82 | 2002-12 | Czy to jawa, czy sen?                                                  | The Dream of a Lifetime!                                                       | 25      | Sknerus McKwacz                | Don Rosa                    | Don Rosa             | D 2002-033   | Bracia Be kradną Diodakowi maszynę, która umożliwia dostanie się do świata czyichś snów. Chcą oni w ten sposób zdobyć szyfr do komory z pieniędzmi w skarbcu McKwacza. Donald musi ruszać Sknerusowi na ratunek. |
| 83 | 2003-10 | Skarb na śmietnisku                                                    | Trash or Treasure                                                              | 13      | Kaczor Donald                  | Don Rosa                    | Don Rosa             | D 2003-017   | Sknerus przez przypadek wyrzuca na śmietnik wartościowe rzeczy. Zatrudnia Donalda, by pomógł mu je odzyskać. Gdy kaczor odnajduje zgubę, postanawia nie oddawać jej wujkowi. McKwacz knuje więc intrygę. |
| 84 | 2004-02 | List z domu                                                            | A Letter From Home                                                             | 34      | Sknerus McKwacz                | Don Rosa                    | Don Rosa             | D 2003-081   | Sknerus rusza na poszukiwanie skarbu Templariuszy, który ma być ukryty w zamku McKwaczy w Szkocji. Spotyka tam niespodziewanie swoją siostrę Matyldę, która ma mu za złe, że nie odzywał się do rodziny przez lata. Razem z Donaldem i siostrzeńcami McKwacz szybko trafia na trop skarbu, jednak nie wie, że kaczory śledzi monsieur Molay – ich wróg z okresu poszukiwania korony Krzyżowców. Wkrótce dochodzi między nimi do konfrontacji. |
| 85 | 2004-06 | Czarny rycerz powraca                                                  | The Black Knight Glorps Again!                                                 | 26      | Sknerus McKwacz                | Don Rosa                    | Don Rosa             | D 2003-235   | Arszen Lampen ponownie atakuje skarbiec McKwacza. Udaje mu się odzyskać zbroję pokrytą uniwersalnym rozpuszczalnikiem Diodaka, który niszczy wszystko na swojej drodze. Sknerus podejmuje z nim walkę i w końcu udaje mu się go pokonać, głównie dzięki pomocy Donalda i siostrzeńców. Francuz ucieka jednak policji i zapowiada kolejną wizytę w przyszłości. |
| 86 | 2005-01 | "Siedmiu wspaniałych (minus czterech) Caballeros"                      | The Magnificent Seven (Minus 4) Caballeros                                     | 32      | Kaczor Donald                  | Don Rosa                    | Don Rosa             | D 2004-032   | Donald, przygnębiony złym traktowaniem przez Sknerusa, postanawia wyruszyć do Rio de Janeiro. Towarzyszą mu starzy przyjaciele – Jose Carioca i Panchito. Razem decydują się odnaleźć skarby ukryte w głębi Brazylii. Po drodze muszą stoczyć walkę z przemytnikami dzikich zwierząt, aż w końcu trafiają do zaginionego miasta ukrytego pod ziemią. |
| 87 | 2006-05 | Więzień Doliny Białej Śmierci                                          | The Prisoner of White Agony Creek                                              | 33      | Sknerus McKwacz                | Don Rosa                    | Don Rosa             | D 2005-061   | Życie i czasy Sknerusa McKwacza – Rozdział VIII B. Sknerus po zdobyciu swojego największego samorodka – Gęsiego Jaja – zostaje okradziony przez Złotkę O’Gilt. Udaje mu się odzyskać swoje złoto, jednak postanawia dodatkowo ukarać śpiewaczkę. Zabiera ją do Doliny Białej Śmierci i zmusza do pracy. Dziewczyna knuje więc spisek, planując przejęcie całej działki McKwacza. Tymczasem dawny wróg Sknerusa – Śliski Kręt – namawia trzech znanych stróżów prawa do odbicia Złotki. Wskutek potyczki zostają oni pokonani, jednak dzięki pomocy dziewczyny pojmują McKwacza w jego chacie. Złotka przechodzi jednak w międzyczasie wewnętrzną przemianę i ratuje Sknerusa przed powieszeniem, a także nie odbiera mu złota. |

## Kontynuacje komiksów Carla Barksa
| Komiks Carla Barksa                    | Komiks Dona Rosy                                            |
| -------------------------------------- | ----------------------------------------------------------- |
| 'Powrót do Klondike                    | Ostatnia podróż do Dawson (Last sled to Dawson)             |
| Na tropach jednorożca                  | Zbieracz krokodyli (The Crocodile Collector)                |
| Zagubieni w andach!                    | Powrót na równinę okropności (Return to Plain Awful)        |
| Moja snów dolina, Korona czyngis-chana | Siedem dni w Tybecie (Return to Xanadu)                     |
| Opowieść przedświąteczna               | Pierwszy wynalazek (Gyro’s First Invention)                 |
| Do chrzanu!                            | Ostatni z klanu McKwaczów (The Last of the Clan McDuck)     |
| Wudu dla ludu                          | Kapitalista z Kalisoty (The Empire-Builder from Calisota)   |
| Zakazana Dolina                        | Ucieczka z przeklętej doliny (Escape from Forbidden Valley) |
| Złoty hełm                             | Zaginione mapy Kolumba (The Lost Charts of Columbus)        |
| The Trouble with Dimes                 | Kopalnia pieniędzy (The Money Pit)                          |
| Super Kuper                            | Jak zostać herosem? (Super Snooper Strikes Again)           |
| Kacza bomba atomowa                    | Kaczor, który spadł na Ziemię (The Duck Who Fell to Earth)  |
| W krainie wielkich jezior              | Na wojennej ścieżce (War of the Wendigo)                    |
| Promień i kamień                       | Płynna gotówka ( Cash Flow) )                               |
| Wielka niedźwiedzica                   | Najbogatszy kaczor świata (The richest Duck in World)       |
| Tajemnica starego zamczyska            | List z domu (a letter from home)                            |
| Kamień Filozoficzny                    | Korona Krzyżowców (The Crown of the Crusader Kings)         |

## Zbiory
- Życie i czasy Sknerusa McKwacza
- Barks/Rosa Collection Vol. 1-3